# Miro à flancs chamois
Poecilodryas cerviniventris
Espèce
Statut de conservation UICN

 LC  : Préoccupation mineure
Le Miro à flancs chamois (Poecilodryas cerviniventris) est une espèce de passereaux de la famille des Petroicidae.

## Description
Le Miro à flancs chamois a un dos vert à brun avec une queue brun foncé et les ailes striées de blanc, la poitrine blanc crémeux, de l'orange pâle autour et sous les ailes. Il se distingue du Miro bridé auquel il était rattaché, par sa taille plus grande, par son lore plus large et plus long, par le haut de son dos plus sombre, par la large bande noire de sa face, par la barre blanche plus large de ses rémiges, par ses flancs roux et l'extrémité blanche de tous ses rectrices.

## Reproduction
Il niche d'août à mars. Les deux œufs bleu verdâtre, tachetés de marron ou de pourpre, sont déposés dans un petit nid, fait de brindilles et de lichens avec de fines écorces, perché de 1 à 10 m de haut dans un arbre.

## Répartition
On le trouve dans la région de Kimberley au nord-ouest de l'Australie-Occidentale et dans le Top End du Territoire du Nord, au nord de l'Australie.

## Habitat
Il habite les bois et les forêts tropicales.

## Sous-espèce
Cette espèce est monotypique.